# The Outer Marker
 (février 2023).
Si vous disposez d'ouvrages ou d'articles de référence ou si vous connaissez des sites web de qualité traitant du thème abordé ici, merci de compléter l'article en donnant les références utiles à sa vérifiabilité et en les liant à la section « Notes et références ».
Albums de Just Jack
Overtones
(2007)
The Outer Marker est le premier album de Just Jack sorti en 2002.

## Liste des morceaux
| No  | Titre                                   | Durée |
| --- | --------------------------------------- | ----- |
| 1.  | Let's Get Really Honest                 |       |
| 2.  | Paradise (Lost & Found)                 |       |
| 3.  | Lesson One                              |       |
| 4.  | Snowflakes                              |       |
| 5.  | Deep Thrills                            |       |
| 6.  | Heartburn                               |       |
| 7.  | Eye To Eye (featuring Sammy D)          |       |
| 8.  | Contradictions                          |       |
| 9.  | Snapshot Memories                       |       |
| 10. | Triple Tone Eyes                        |       |
| 11. | Ain't Too Sad                           |       |
| 12. | Snowflakes (Cured By Temple Of Jay Mix) |       |
| 13. | Snowflakes (Dan The Automator Remix)    |       |